# イッラージ
イッラージ（伊: Illasi）は、イタリア共和国ヴェネト州ヴェローナ県にある、人口約5,200人の基礎自治体（コムーネ）。

## 地理

### 位置・広がり

#### 隣接コムーネ
隣接するコムーネは以下の通り。
- カッツァーノ・ディ・トラミーニャ
- コロニョーラ・アイ・コッリ
- ラヴァーニョ
- メッツァーネ・ディ・ソット
- トレニャーゴ

### 気候分類・地震分類
気候分類では、zona E, 2552 GGに分類される。
また、イタリアの地震リスク階級 (it) では、zona 2 (sismicità media) に分類される。

## 姉妹都市
- Wörth an der Isar、ドイツ 2001年